# La Chapelle-Vendômoise
La Chapelle-Vendômoise település Franciaországban, Loir-et-Cher megyében. Lakosainak száma 797 fő (2022. január 1.). La Chapelle-Vendômoise Averdon, Champigny-en-Beauce, Fossé, Landes-le-Gaulois, Saint-Bohaire és Villefrancœur községekkel határos.

## Népesség
A település népességének változása:
| Lakosok száma | 421  | 623  | 708  | 747  | 721  | 744  | 783  | 799  | 800  | 797  |
|               | 1968 | 1982 | 1990 | 2006 | 2013 | 2015 | 2017 | 2019 | 2020 | 2022 |